# Avarícia (pel·lícula)
Avarícia (anglès: Greed) és una pel·lícula muda estatunidenca de 1924 dirigida per Erich von Stroheim, basada en McTeague, una novel·la de Frank Norris publicada en 1899. És protagonitzada per Gibson Gowland en el paper de Dr. John Mcteague, ZaSu Pitts com la seva esposa Trina Sieppe i Jean Hersholt com l'amic i posterior enemic de McTeague, Marcus Schouler. El 1991, el National Film Registry de la Biblioteca del Congrés dels Estats Units la va seleccionar per a la seva preservació degut al seu interès cultural, històric o estètic. Els intertítols han estat traduïts al català.

## Argument
La pel·lícula explica la història de McTeague, un dentista de Sant Francisco, qui es casa amb Trina la promesa de Schouler, el seu millor amic. Poc després del seu compromís, Trina guanya un premi de loteria de 5.000 $. Schouler informa gelosament a les autoritats que McTeague havia estat practicant odontologia sense llicència, la qual cosa ocasiona que McTeague i Trina s'empobreixin. Durant la seva misèria, McTeague es torna un alcohòlic violent i Trina s'obsessiona àvidament amb els seus guanys, negant-se a gastar diners, a pesar de la pobresa que pateixen ella i el seu marit. Finalment McTeague assassina Trina pels diners i escapa cap a la Vall de la Mort, on Schouler l'atrapa per a una confrontació final.

## Repartiment
- Gibson Gowland (John John McTeague)
- ZaSu Pitts (Trina Sieppe)
- Jean Hersholt (Marcus)
- Dale Fuller (Maria)
- Tempe Pigott (la mare de McTeague)
- Jack Curtis (el pare de John McTeague)
- Sylvia Ashton (mare de Trina)
- Chester Conklin (pare de Trina)
- Joan Standing (Selina)
- James F. Fulton (Cribbens, un explorador)
- Cesare Gravina (Junkman Zwerkow)
- Frank Hayes (Charles W. Grannis)
- Austen Jewell (August Sieppe)
- Hughie Mack (Mr. Heise)
- Tiny Jones (Mrs. Heise)
- J. Aldrich Libbey (Mr. Ryer)
- Reta Revela (Mrs. Ryer)
- Fanny Midgley (Anastasia Baker)
- S.S. Simon (Joe Frenna)
- Max Tyron (oncle Rudolph Oelbermann)
- Erich von Ritzau (Dr. Painless Potter)
- William Mollenhauer (el quiromàntic)
- William Barlow (el capellà)
- James Gibson (diputat)
- Oscar Gottell (germà de Trina)
- Otto Gottell (germà de Trina)
- Hugh J. McCauley (el fotògraf)
- Jack McDonald (l'agutzil)
- Lon Poff (home de la companyia de loteria)
- Erich von Stroheim (venedor de globus)
- James Wang (cuiner xinès)

## Rodatge
Stroheim va gravar més de 85 hores de metratge i es va obsessionar amb l'exactitud durant el rodatge. Es van passar dos mesos filmant a la Vall de la Mort per a la última escena i molts del repartiment i l'equip es van emmalaltir. Greed va ser considerada una de les poques pel·lícules de la seva època que va ser rodada totalment en exteriors. Stroheim ús tècniques de filmació sofisticades com fotografia amb profunditat de focus i edició de muntatge. Ell considerava que Greed era una tragèdia grega, en què l'entorn i l'herència controlen les destinacions dels personatges i els redueixen a les primitives bête humaines (bèsties humanes). Durant la realització de Greed, la productora es va fusionar a Metro-Goldwyn-Mayer, posant a Irving Thalberg a càrrec de la producció. Thalberg havia acomiadat Stroheim d'Universal Pictures uns anys abans. Originalment de gairebé 9 hores de durada, Greed va ser editada en contra dels desitjos de Stroheim i reduïda a una durada d'aproximadament dues hores i mitja. Només dotze persones van veure la versió completa de 42 rodets en una projecció especial el gener de 1924, ara perduda. Alguns d'ells van afirmar que es tractava de la millor pel·lícula mai feta. Stoheim va considerar Greed com la seva obra més completa. La versió original ha estat anomenada el "Sant Grial" pels arxivers de cinema. El 1999, Turner Entertainment va crear una versió de 4 hores de Greed que usava imatges existents d'escenes perdudes per reconstruir la pel·lícula. Greed va ser un fracàs crític i financer en el seu llançament inicial, però en la dècada de 1950 va començar a ser considerada com una de les millors pel·lícules de la historia. Cineastes i especialistes l'han elogiat per la seva influència en pel·lícules posteriors.